# Grabmoschee
Eine Grabmoschee ist eine besondere Art von Gedächtnismoschee, die mit einem Mausoleum verbunden ist. Die arabische Bezeichnung für den Grabbau ist qubba, ein Wort, das vom Zelt gebraucht wird, aber später die Kuppel, welche die Gräber gewöhnlich bedeckte, bezeichnet, und so wurde es die Bezeichnung für das Heiligtum überhaupt. Der Brauch, eine Kuppel für die Heiligengräber zu verwenden, stammt aus dem byzantinischen Kulturkreis, wo Grabkirchen immer eine Kuppel erforderten. Die Hauptbezeichnung des Grabheiligtums ist aber mashhad (siehe auch Maschhad); womit Plätze bezeichnet werden, wo Heilige verehrt werden, insbesondere die der Familie und Genossen des Propheten, aber auch die von anerkannten Heiligen.
Gräber von Ahnen und Heiligen waren von Alters her Heiligtümer und diese Tradition wurde nach und nach vom Islam aufgenommen für die Heiligen, die der Islam selbst schuf. Während Gedächtnismoscheen bspw. mit Erinnerungen verbunden waren, wo der Prophet Mohammed betete, konzentrierten sich Grabmoscheen auf und um die Gräber der Gründer und Märtyrer des Islam. Zwischen Erinnerungsmoscheen und Grabmoscheen lässt sich allerdings keine klare Grenze ziehen.
Einen Hinweis, dass es Kulte an diesen Gräbern gab, liefern Berichte, wonach der Prophet Mohammed die Gräber der bei Uhud gefallenen Märtyrer regelmäßig besucht und gegrüßt haben soll.
Zu den vielen neu geschaffenen heiligen Stätten kamen noch vorislamische Heiligtümer, die islamisiert wurden. Dazu zählen vor allem Grabheiligtümer biblischer Persönlichkeiten. Vereinzelt gibt es aber auch Heiligtümer von oberflächlich dem Islam zugehörige, aber tatsächlich dem Volksglauben verwurzelte Heilige.

## Bedeutende Grabmoscheen
- Al-Askari-Schrein, Samarra, Irak
- Al Kadhimiya-Moschee, Bagdad, Irak
- Ali-Mausoleum, Masar-e Scharif, Afghanistan
- Fatima-al-Masumeh-Schrein, Qom, Iran
- Grabmoschee Aslam as-Silahdars Kairo
- Imam-Ali-Moschee, Nadschaf, Irak
- Imam-Husain-Schrein, Kerbela, Irak
- Imam-Reza-Schrein / Goharshaad-Schreinmoschee, Maschhad, Iran
- Prophet-Jona-Moschee, Mosul, Irak
- Samaniden-Mausoleum, Buchara, Usbekistan
- Taj Mahal, Agra, Indien